# New Horizons
New Horizons è una sonda spaziale sviluppata dalla NASA per l'esplorazione di Plutone e del suo satellite Caronte. Il lancio è avvenuto il 19 gennaio 2006 dalla base di Cape Canaveral e il sorvolo di Plutone ha avuto luogo il 14 luglio 2015, alle 13:49:57 ora italiana.
L'obiettivo primario era studiare la geologia e la morfologia del pianeta nano Plutone e del suo satellite Caronte, creare una mappa della superficie dei due corpi celesti e analizzarne l'atmosfera. Altri obiettivi includevano lo studio dell'atmosfera dei due corpi celesti al variare del tempo, l'analisi ad alta risoluzione di alcune zone di Plutone e Caronte, l'analisi della ionosfera e delle particelle cariche, la ricerca di atmosfera attorno a Caronte, lo studio dei quattro satelliti minori Stige, Notte, Cerbero e Idra, la ricerca di eventuali satelliti o anelli sconosciuti. La missione prevede inoltre che la sonda continui il viaggio nella fascia di Kuiper per inviare dati su quella regione di spazio alla Terra. Il primo gennaio 2019, la sonda ha incrociato l'orbita dell'asteroide 486958 Arrokoth (anche noto come Ultima Thule) nella fascia di Kuiper, sorvolandolo ad una distanza minima di circa 3.500 km.
Lanciata da un razzo Atlas V, con una velocità di 58 536 chilometri all'ora (16 260 m/s), raggiunta allo spegnimento del terzo stadio, è l'oggetto artificiale che ha raggiunto la velocità maggiore nel lasciare la Terra.
La sonda contiene una parte delle ceneri di Clyde Tombaugh, l'astronomo che nel 1930 scoprì Plutone, un CD-ROM con i nomi di 434 000 persone che si sono iscritte al progetto, due monete, due bandiere degli Stati Uniti e un francobollo del 1991 che recita: «Plutone: non ancora esplorato».

## Storia
Nell'agosto 1992, lo scienziato del JPL Karim Ammar chiamò lo scopritore di Plutone Clyde Tombaugh, chiedendo il permesso di visitare il suo pianeta. "Gli ho detto che era il benvenuto", ricordò in seguito Tombaugh, "anche se dovrà fare un viaggio lungo e freddo." La chiamata alla fine portò a una serie di proposte di missioni su Plutone, che portarono a New Horizons.
Stamatios "Tom" Krimigis, responsabile del dipartimento spaziale dell'Applied Physics Laboratory, uno dei tanti partecipanti al concorso del nuovo Programma New Frontiers della NASA, formò il team della missione con Alan Stern nel dicembre 2000. Nominato principal investigator del progetto, Stern era descritto da Krimigis come «la personificazione della missione Plutone». New Horizons si basava in gran parte sul lavoro di Stern a partire dalla proposta di missione "Pluto 350" e coinvolgeva la maggior parte del team di Pluto Kuiper Express. La proposta della New Horizons era una della cinque presentate e venne selezionata come una delle due finaliste per essere la prima missione del nuovo programma New Frontiers. L'altra finalista, POSSE (Plutone and Outer Solar System Explorer), era anch'essa una missione verso Plutone, ma presentata dall'Università del Colorado - Boulder e supportata dal JPL, dalla Lockheed Martin e dall'Università della California. Tuttavia l'APL era in vantaggio, in quanto avevano recentemente sviluppato il NEAR Shoemaker per la NASA, che era entrato con successo in orbita intorno a 433 Eros all'inizio di quell'anno, atterrando sull'asteroide e suscitando un grande clamore scientifico e ingegneristico.
Nel novembre 2001 New Horizons fu scelta come prima missione della nuova categoria di missioni New Frontiers.  Tuttavia, il nuovo amministratore della NASA nominato dall'amministrazione Bush, Sean O'Keefe, non era favorevole a New Horizons e di fatto cancellò il progetto non includendolo nel budget della NASA per il 2003. L'amministratore associato della NASA per la direzione della missione scientifica Ed Weiler suggerì a Stern di fare pressione per il finanziamento di New Horizons nella speranza che la missione appaia nel Planetary Science Decadal Survey, una "lista dei desideri" prioritaria compilata dal National Research Council degli Stati Uniti, che riflette le opinioni della comunità scientifica. Dopo un'intensa campagna per ottenere sostegno per New Horizons, nell'estate del 2002 è stato pubblicato il Planetary Science Decadal Survey del 2003–2013: New Horizons era in cima alla lista dei progetti considerati di massima priorità nella categoria di medie dimensioni della NASA New Frontiers, più costosa delle missioni Discovery ma più piccola delle costose e lunghe missioni del programma Flagship.
Il finanziamento per la missione fu finalmente garantito dopo la pubblicazione del rapporto, e il gruppo di Stern iniziò a costruire la sonda spaziale e i suoi strumenti, con un lancio previsto nel gennaio 2006.

## Profilo della missione

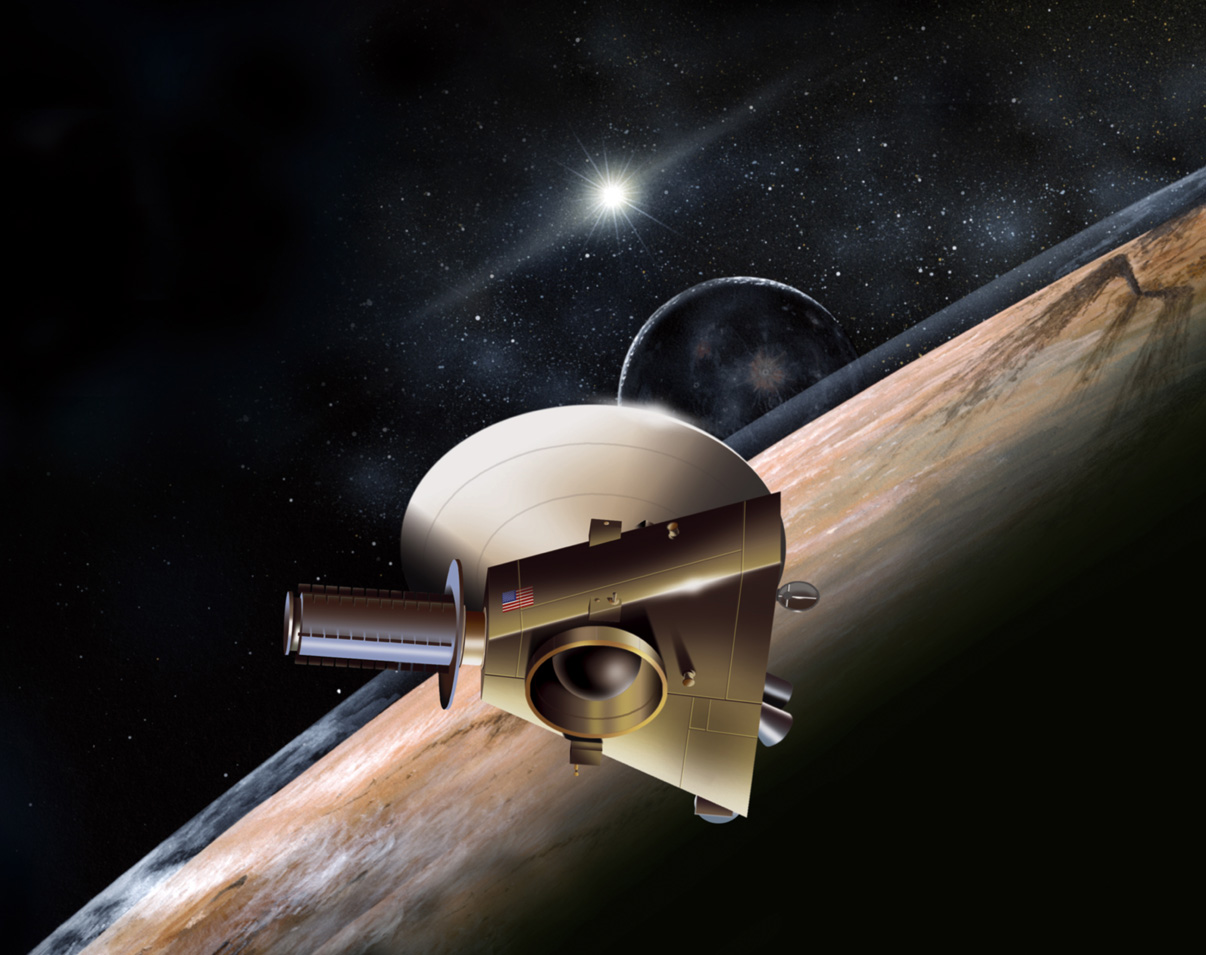
Immagine artistica del concetto di missione New Horizons.

Il costo della missione principale, compreso lo sviluppo di veicoli spaziali e strumenti, vettore di lancio, operazioni di missione, analisi dei dati e formazione/sensibilizzazione del pubblico, è di circa 700 milioni di dollari in 15 anni (2001-2016).
Dopo la separazione dal veicolo di lancio, il controllo generale è stato assunto dal Mission Operations Center (MOC) presso l'Applied Physics Laboratory nella contea di Howard, nel Maryland. Gli strumenti scientifici sono gestiti presso il Clyde Tombaugh Science Operations Center (T-SOC) a Boulder, in Colorado. La navigazione viene eseguita presso varie strutture degli appaltatori, mentre i dati sulla posizione di navigazione e i relativi sistemi di riferimento celesti sono forniti dalla Stazione Flagstaff dell'Osservatorio Navale attraverso il quartier generale della NASA e del JPL.
La missione era originariamente considerata come un viaggio verso l'unico pianeta inesplorato del sistema solare. Quando la sonda fu lanciata, Plutone era ancora classificato come pianeta, per poi essere riclassificato come pianeta nano dall'Unione Astronomica Internazionale (IAU) pochi mesi dopo il lancio. Alcuni membri del team New Horizons, incluso Alan Stern, non sono d'accordo con la definizione IAU e descrivono ancora Plutone come il nono pianeta. Anche i satelliti di Plutone Nix e Hydra hanno un legame con la navicella spaziale: le prime lettere dei loro nomi (N e H) sono le iniziali di New Horizons. Gli scopritori delle lune di Plutone scelsero questi nomi anche per questo motivo, oltre alla relazione di Notte e Idra con il mitologico Plutone.

### Obiettivi
Gli obiettivi della missione New Horizons mirano a rispondere agli ambiti di ricerca individuati dalla comunità scientifica e sotto elencati. A parte quelli riguardanti il sistema di Giove, gli obiettivi dettagliati possono essere suddivisi in tre gruppi:

#### Obiettivi primari
- Esaminare la geologia aliena e la morfologia di Plutone e Caronte
- Mappare le composizioni aliene delle superfici di Plutone e Caronte
- Descrivere l'atmosfera non ionizzata di Plutone

#### Obiettivi secondari
- Descrivere la variabilità dell'atmosfera e della superficie di Plutone
- Riprendere aree selezionate in stereoscopia
- Mappare il terminatore in alta risoluzione
- Mappare le composizioni chimiche di aree selezionate in alta risoluzione
- Descrivere la ionosfera di Plutone e la sua interazione con il vento solare
- Ricercare alcuni composti neutri come idrogeno, acido cianidrico, idrocarburi e altri
- Ricercare un'eventuale atmosfera di Caronte
- Determinare le albedo bolometriche di Plutone e Caronte
- Determinare le temperature superficiali di Plutone e Caronte

#### Obiettivi terziari
- Esaminare le particelle energetiche attorno a Plutone e Caronte;
- Raffinare le misurazioni dei parametri e delle orbite;
- Cercare ulteriori satelliti naturali e anelli.

## Sonda e sottosistemi

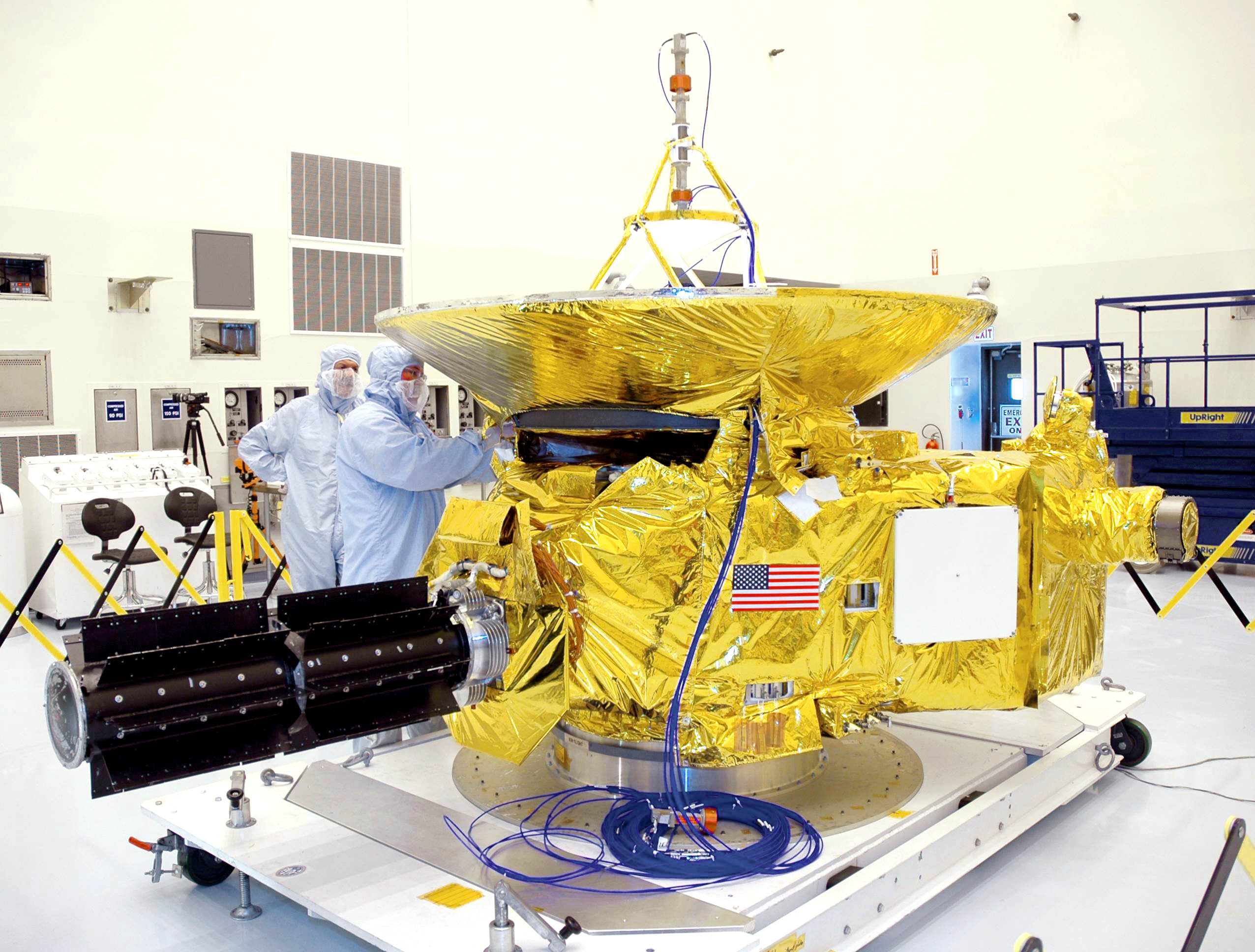
New Horizons nella camera di assemblaggio

La sonda, le cui dimensioni sono paragonabili a quelle di un pianoforte a coda, ha la forma di un triangolo con un RTG cilindrico che sporge da un lato e un'antenna parabolica da 2,5 metri di diametro posizionata sul triangolo. Un tubo in lega di alluminio 7075 forma la colonna strutturale principale e all'interno vi si trova il serbatoio del carburante in titanio, che fornisce resistenza e isolamento termico. La struttura è più grande dello stretto necessario, con spazio vuoto all'interno che funge da schermatura, riducendo gli errori elettronici causati dalle radiazioni dell'RTG. Inoltre, la distribuzione della massa richiesta per un veicolo spaziale in rotazione richiede un triangolo più ampio. La sonda all'esterno è schermata per trattenere il calore, mentre l'RTG è una fonte di calore aggiunta quando la sonda si trova nel freddo sistema solare esterno. All'inizio del viaggio invece, mentre si trova nel sistema solare interno, è necessario prevenire il surriscaldamento, l'energia e il calore vengono quindi limitati tramite deviatori di corrente e radiatori.

### Propellente e controllo dell'assetto
Come propellente viene utilizzata l'idrazina, che fornisce 290 m/s di delta-v dopo il lancio. La sonda è dotata di stabilizzatori lungo i tre assi e lungo le tre possibili rotazioni, coadiuvati da due fotocamere astronomiche, prodotte da Galileo Avionica, per il controllo di assetto; le fotocamere sono montate su un lato della sonda. Il peso totale della sonda, incluso il propellente, è di 470 kg. Viceversa, nel caso in cui non si fosse voluto sfruttare il sorvolo di Giove, la massa massima consentita per la sonda sarebbe stata di 445 kg. Tuttavia ciò avrebbe comportato una minor quantità di propellente disponibile per le operazioni successive nella fascia di Kuiper.

### Fonte di energia

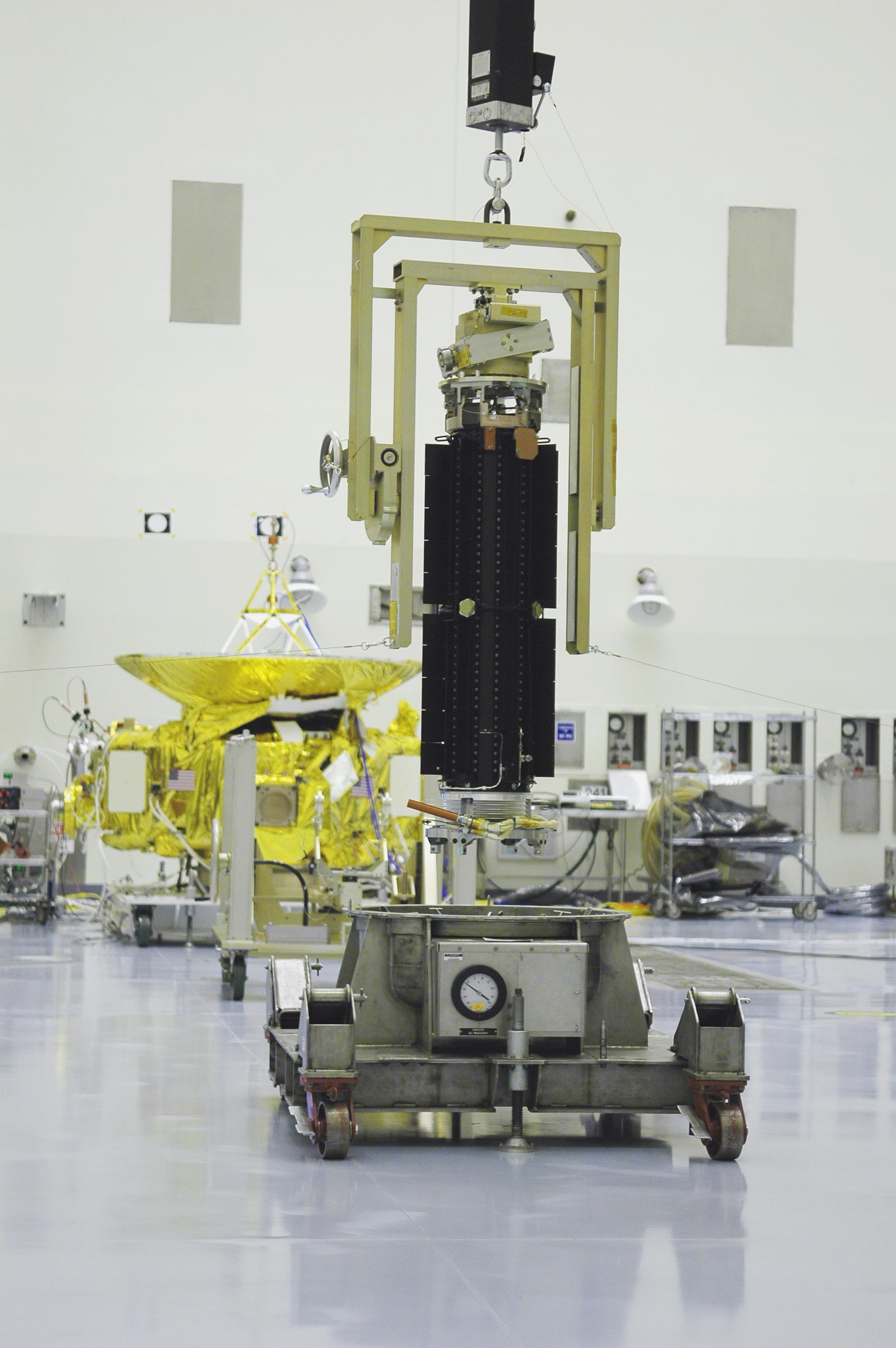
Il generatore termoelettrico a radioisotopi (RTG) della New Horizons

L'RTG ha fornito 245,7 W di potenza al momento del lancio e si prevede che scenderà di circa 3,5 W ogni anno, decadendo a 202 W al momento del suo incontro con il sistema plutoniano nel 2015 e decadrà troppo per alimentare i trasmettitori negli anni 2030. Nel 2019 gli RTG fornivano circa 190 W di potenza.
Non sono presenti batterie a bordo, i transistor di carico sono gestiti da un banco di condensatori e interruttori automatici rapidi. L'RTG, modello "GPHS-RTG", era originariamente un ricambio della missione Cassini e contiene 9,75 kg di pellet di plutonio-238, ognuno rivestito di iridio racchiuso in un guscio di grafite.

### Comunicazioni
La sonda comunica utilizzando la banda X con un'antenna ad alto guadagno del diametro di 2 metri che da Plutone può trasmettere alla velocità di 1 Kbit/s mentre da Giove trasmette a 38 kbit/s. L'antenna è fissa quindi la sonda deve modificare il suo orientamento con grande precisione per trasmettere i dati raccolti a terra e che vengono ricevuti dal Deep Space Network. Oltre alla bassa velocità di trasferimento dati, la distanza di Plutone provoca anche una latenza di circa 4,5 ore (solo andata). La sonda aveva a disposizione anche un'antenna parabolica a medio guadagno e due a basso guadagno di riserva, queste ultime utilizzate solo nelle prime fasi della missione, in vicinanza della Terra, o per emergenze.

### Strumenti

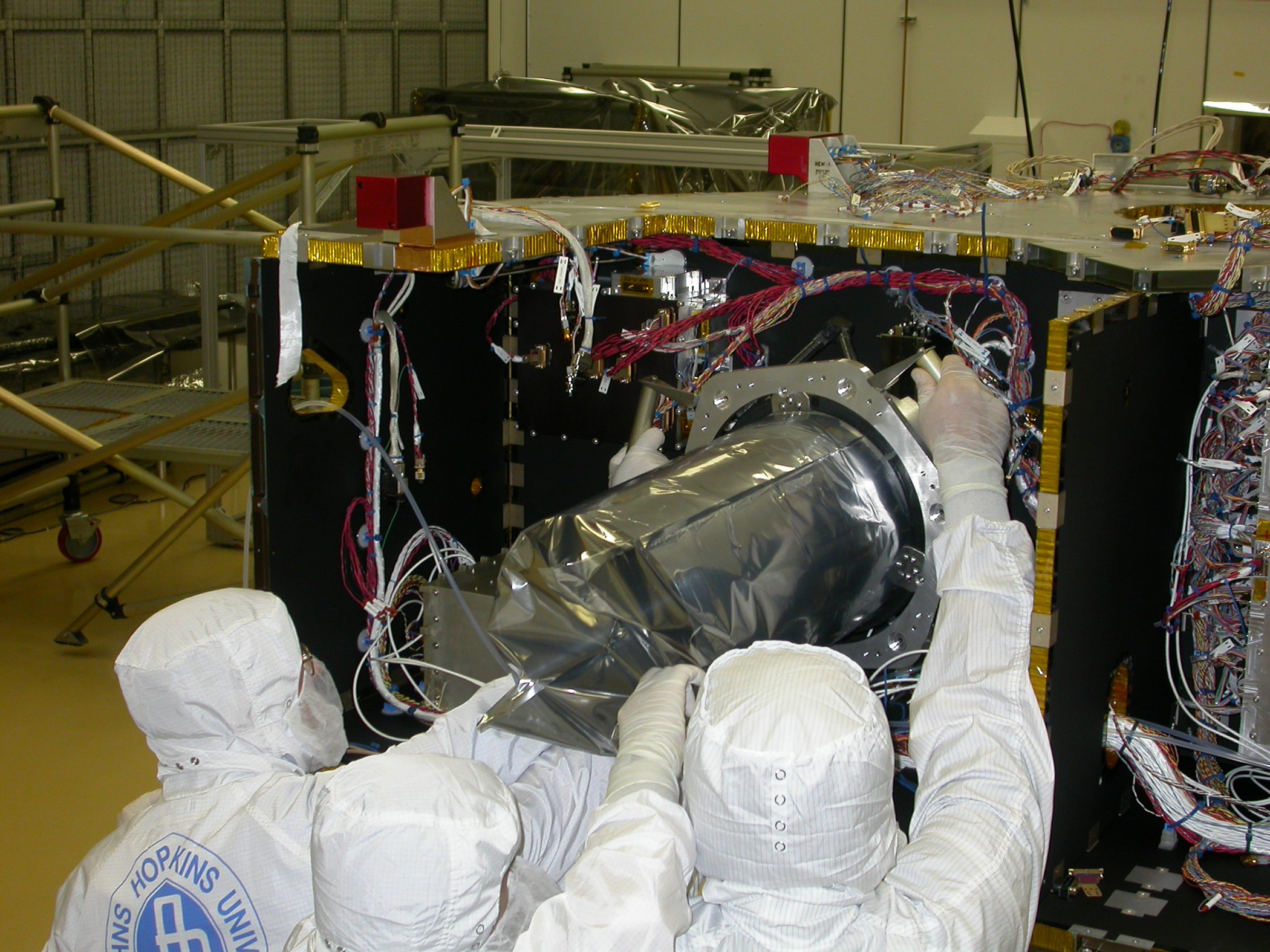
Tecnici dell'Applied Physics Laboratory mentre installano la telecamera LORRI

La sonda è dotata di sette strumenti principali:
- LORRI (Long Range Reconnaissance Imager), camera dotata di telescopio Ritchey-Chrétien di 203 mm di diametro e dotata di imager CCD pancromatico con risoluzione di 1024 × 1024 pixel. Non ha parti mobili e viene puntato modificando l'orientamento dell'intera sonda.
- PEPSSI (Pluto Energetic Particle Spectrometer Science Investigation), spettrometro utilizzato per misurare la composizione e l'energia di ioni ed elettroni con un'energia compresa tra 10 keV e 1 MeV. L'obiettivo è caratterizzare il processo di fuga dall'atmosfera di Plutone e, secondariamente, determinare le possibili interazioni tra la ionosfera e il vento solare.
- Ralph, telescopio di 75 mm di apertura, è un imager e uno spettrometro nel visibile e nell'infrarosso in grado di fornire mappe di obiettivi astronomici rilevanti. È dotato di due sottostrumenti: un CCD per le lunghezze d'onda nel visibile e a colori (MVIC) e uno spettrometro per l'infrarosso (LEISA). Condivide le stesse ottiche di Alice.
- Alice, spettrometro per immagini nell'ultravioletto che è uno dei due strumenti fotografici che compongono Pluto Exploration Remote Sensing Investigation (PERSI) di New Horizons; l'altro è il telescopio Ralph. Il suo obiettivo è determinare la composizione dell'atmosfera di Plutone. Lo strumento ha una massa di 4,4 kg e assorbe 4,4 watt di potenza.

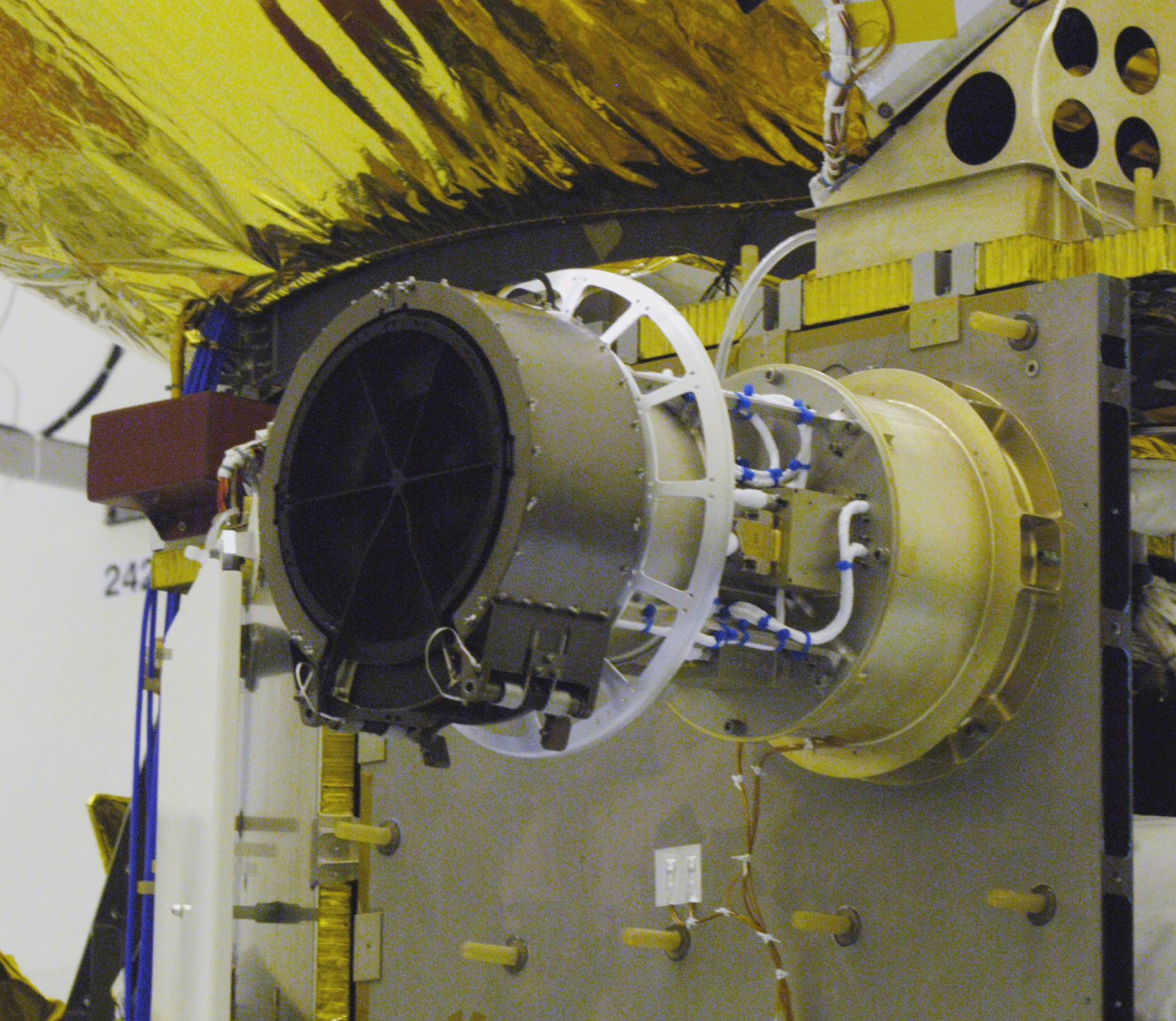
Il Solar Wind Around Pluto (SWAP) montato sulla New Horizons

- SWAP (Solar Wind Around Pluto), misura le interazioni tra il vento solare e gli ioni che fuoriescono dall'atmosfera di Plutone. Queste misurazioni permettono di determinare la velocità di fuga dall'atmosfera di Plutone e le complesse interazioni del plasma. La risoluzione dello strumento è particolarmente elevata poiché il vento solare è 1.000 meno intenso alla distanza di Plutone rispetto a quello che giunge alla Terra.
- VBSDC (Venetia Burney Student Dust Counter), misuratore misura la dimensione e la distribuzione delle particelle di polvere trovate nella traiettoria della sonda New Horizons. L'obiettivo è verificare l'esistenza delle polveri presenti lungo l'eclittica all'origine del fenomeno della luce zodiacale. Il programma è gestito da studenti dell'Università del Colorado - Boulder. A Student Dust Counter nel 2006 è stato aggiunto il nome Venetia Burney, la bambina che nel 1930 suggerì il nome Plutoper il pianeta scoperto da Clyde Tombaugh.
- REX (Radio EXperiment), esperimento di radioscienza che utilizza il trasmettitore radio della New Horizons usando una tecnica di occultazione per sondare l'atmosfera di Plutone e cercare un'atmosfera attorno a Caronte. La misura dei ritardi di propagazione delle onde radio permette di determinare la temperatura e la densità dell'atmosfera che potrebbe interporsi tra la sonda spaziale e le antenne di ricezione sulla Terra. Inoltre, utilizzando REX per tracciare lievi cambiamenti nel percorso della sonda spaziale, è possibile misurare le masse di Plutone e Caronte.

## Svolgimento della missione

### Lancio

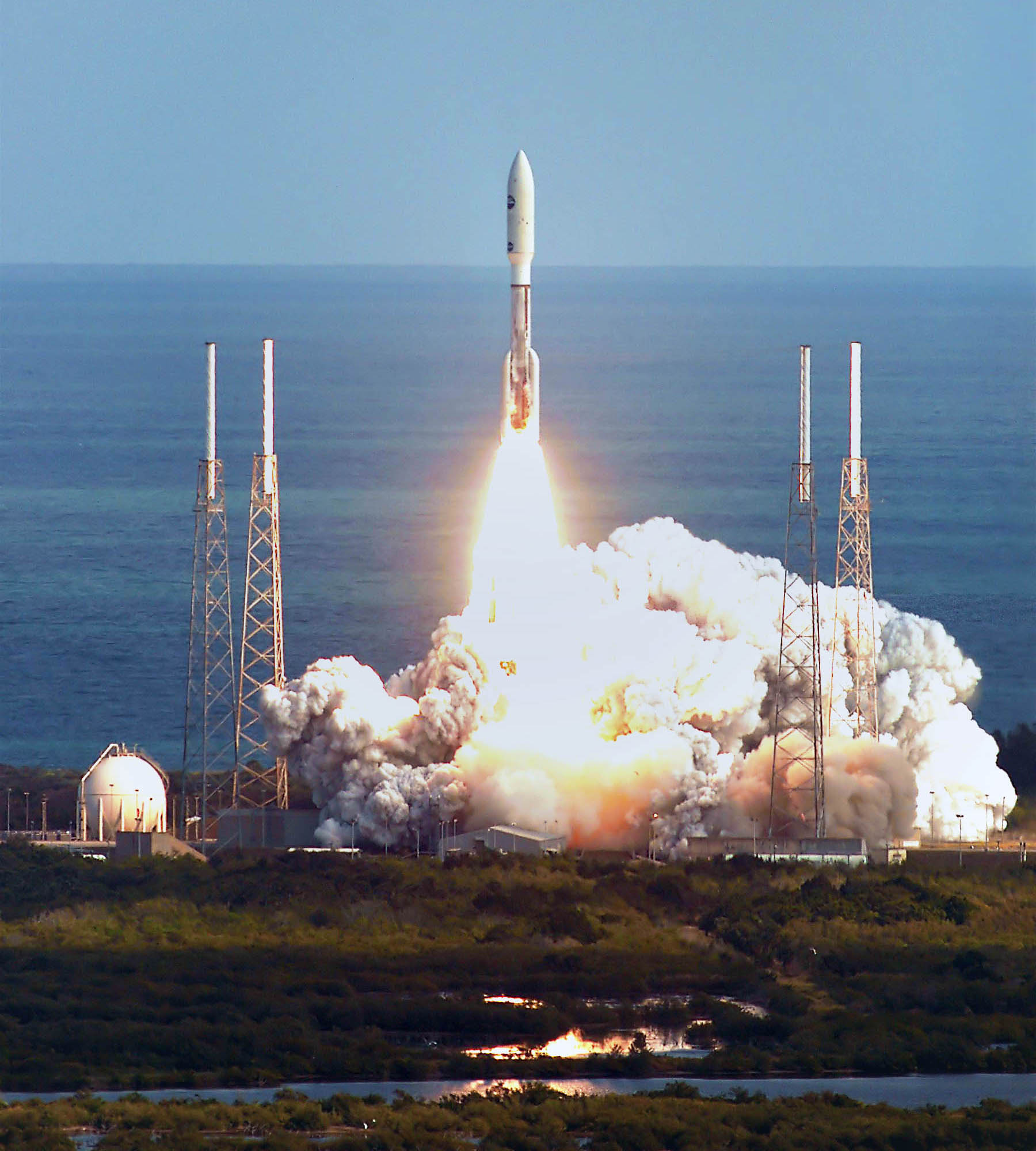
Il lancio della New Horizons il 19 gennaio 2006 a bordo di un Atlas V 551.

Il lancio era originariamente previsto per l'11 gennaio 2006, ma fu rinviato al 17 gennaio 2006 per consentire delle ispezioni al serbatoio di cherosene dell'Atlas V. Le avverse condizioni meteo del 17 gennaio spinsero il controllo missione a rinviare il lancio per i due giorni successivi.
La sonda è stata lanciata il 19 gennaio 2006 alle 19:00 UTC dalla piattaforma 41 della Cape Canaveral Air Force Station, a sud del complesso di lancio Space Shuttle 39, con un terzo stadio Star 48B aggiunto per fornire la necessaria potenza per raggiungere la velocità richiesta, oltrepassando la velocità di fuga dalla Terra (11,2 km/s). Il secondo stadio Centaur si accese alle 19:04:43 UTC e si spense 5 minuti e 25 secondi dopo. Si riaccese alle 19:32 UTC per un periodo di 9 minuti e 47 secondi. Il terzo stadio Star 48B si accese alle 19:42:37 UTC e bruciò per 1 minuto e 28 secondi. Combinate, queste accensioni hanno inviato con successo la sonda su una traiettoria di fuga dal sistema solare. Quando 45 minuti dopo il lancio si separò l'ultimo stadio, la sonda aveva raggiunto una velocità di 16,26 km/s, che gli consentì di oltrepassare l'orbita lunare in sole 9 ore, e raggiungere Giove in 13 mesi. Grazie anche alla sua leggerezza, la New Horizons diventò l'oggetto artificiale più veloce mai lanciato.
Erano state previste altre opportunità di lancio nel febbraio del 2006 e nel febbraio del 2007, ma solo i primi 23 giorni della finestra del 2006 avrebbero permesso il sorvolo di Giove. Qualsiasi lancio al di fuori di quel periodo avrebbe obbligato la sonda a seguire una traiettoria più lenta direttamente verso Plutone, ritardando l'incontro con il pianeta nano di 4-5 anni.

### Sistema solare interno

#### Correzione di traiettoria e test degli strumenti
Il 28 e il 30 gennaio 2006 i controllori di missione guidarono la sonda attraverso la prima correzione di rotta (Trajectory Correction Maneuver - TCM), suddivisa in due fasi. La prima correzione tuttavia fu sufficientemente precisa da evitare la seconda.
Durante la settimana del 20 febbraio, i controllori iniziarono alcuni test dei tre strumenti scientifici di bordo: lo spettrometro a ultravioletti Alice, il sensore PEPSSI e la camera LORRI. Non vennero riprese immagini o misurazioni, ma furono controllati solo i sistemi elettronici ed elettromeccanici per lo spettrometro Alice, che risultarono correttamente funzionanti.
Il 9 marzo, alle 17:00 UTC venne effettuata la terza correzione di rotta prevista con una accensione dei propulsori durata 76 s. Ulteriori manovre di traiettoria non furono necessarie fino al 25 settembre 2007 (sette mesi dopo il sorvolo di Giove), quando i motori furono accesi per 15 minuti e 37 secondi, modificando la velocità della navicella di 2,37 m/s,  seguita da un'altra correzione quasi tre anni dopo, il 30 giugno 2010, che durò 35,6 secondi, quando New Horizons aveva già raggiunto la metà del percorso verso Plutone.

#### Passaggio nell'orbita di Marte

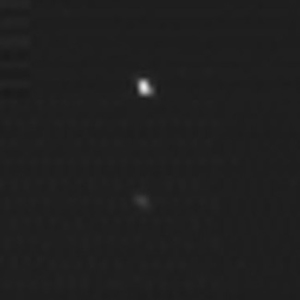
Ripresa di 132524 APL

Il 7 aprile 2006 alle 10:00 UTC la sonda passò l'orbita di Marte a una velocità di circa 21 km/s alla distanza di 243 milioni di km dal Sole.

### Cintura degli asteroidi
Per risparmiare propellente in vista di eventuali incontri con oggetti della fascia di Kuiper in seguito al sorvolo di Plutone non sono stati pianificati incontri con oggetti della fascia degli asteroidi. Dopo il lancio il team scientifico ha analizzato la traiettoria della sonda per determinare se per coincidenza potesse avvicinarsi a sufficienza a qualche asteroide per effettuare osservazioni. Nel maggio 2006 venne scoperto che la sonda sarebbe passata vicino al piccolo asteroide 132524 APL il 13 giugno 2006. Il punto di avvicinamento minimo è avvenuto alle 4:05 UTC ad una distanza di 101 867 km e l'oggetto venne ripreso dallo strumento Ralph che permise di testare le capacità dello strumento e misurare la composizione dell'asteroide. Non era possibile utilizzare LORRI a causa della vicinanza al Sole.
Venne compiuto un sorvolo a lunga distanza dell'asteroide 132524 APL, precedentemente noto con il suo nome provvisorio 2002 JF56. Il massimo avvicinamento, pari a 101867 km, è stato raggiunto alle 04:05 UTC del 13 giugno 2006. La stima migliore del diametro di questo corpo celeste è di circa 2,3 km e lo spettro ottenuto mostra che è un asteroide di tipo S.
La sonda tracciò con successo l'asteroide tra il 10 ed il 12 giugno 2006 in modo da permettere al team della missione di compiere un test sulla capacità della sonda di seguire oggetti che sono in rapido movimento. Le immagini furono ottenute attraverso il telescopio Ralph.

Prime immagini di Plutone riprese il 21 e il 24 settembre 2006

### Prime immagini di Plutone
Le prime immagini di Plutone sono state riprese tra il 21 e il 24 settembre 2006 durante il test del Long Range Reconnaissance Imager e pubblicate il 28 novembre. Le immagini riprendono il pianeta nano a una distanza di 4,2 miliardi di km e hanno confermato le capacità dei sistemi di bordo di seguire oggetti distanti, capacità indispensabili per effettuare le manovre verso il pianeta e gli altri oggetti della fascia di Kuiper.

### Incontro con Giove
La camera LORRI riprese le prime immagini di Giove il 4 settembre 2006 e nel dicembre dello stesso anno la sonda iniziò a studiare ulteriormente il sistema gioviano. La New Horizons effettuò la manovra di fionda gravitazionale sfruttando il campo gravitazionale di Giove con un avvicinamento massimo il 28 febbraio 2007 alle 5:43:40 UTC. È stata la prima sonda lanciata direttamente verso Giove dopo la sonda Ulysses nel 1990. L'incontro ravvicinato ha incrementato la velocità di circa 4 km/s, inserendo la sonda in una traiettoria più veloce verso Plutone, con inclinazione di 2,5 gradi rispetto all'eclittica. Mentre era nei pressi del gigante gassoso, gli strumenti hanno migliorato le misurazioni delle orbite dei satelliti interni, in particolare quella di Amaltea. Le telecamere hanno monitorato i vulcani di Io e hanno compiuto osservazioni degli altri tre satelliti galileiani e dei satelliti Imalia ed Elara. Sono state anche effettuate analisi della piccola macchia rossa, della magnetosfera e il sistema di anelli.

#### Osservazioni di Giove

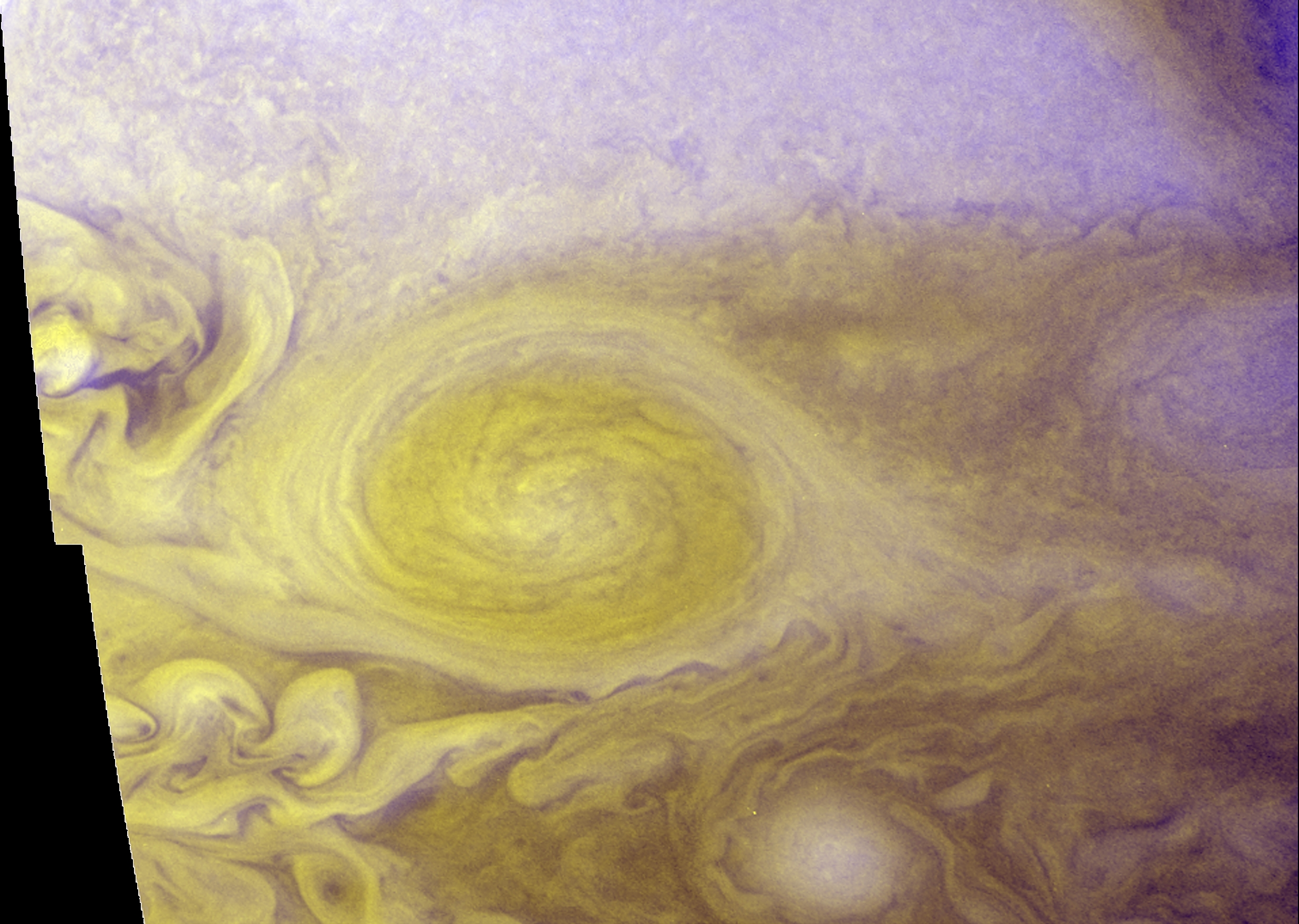
Immagine ad alta definizione della macchia rossa di Giove ripresa da LORRI, combinata con un'immagine a colori ripresa nello stesso momento dal telescopio spaziale Hubble. A quella distanza LORRI forniva una risoluzione 10 volte maggiore di quella di Hubble.

Gli obiettivi primari dell'incontro includevano la dinamica delle nubi del pianeta, che si erano notevolmente ridotte dalla conclusione della missione della sonda Galileo, e lo studio della magnetosfera gioviana. Per una fortunata coincidenza la traiettoria di allontanamento dal pianeta seguita dalla New Horizons ha permesso di studiare la coda della magnetosfera gioviana per mesi. La sonda ha anche esaminato il lato notturno del pianeta per rilevare aurore e fulmini.
New Horizons inoltre ha permesso le prime osservazioni ravvicinate della "Piccola Macchia Rossa" (ufficialmente chiamata Ovale BA), una tempesta che viene seguita da anni, che precedentemente si presentava di colore chiaro e che ha cambiato colore dopo il sorvolo della sonda Cassini-Huygens del 2000.
Il sorvolo avvenne a circa 32 raggi gioviani (3 milioni di km) e fu al centro di una campagna osservativa intensiva durata 4 mesi. Giove è un soggetto interessante e sempre in cambiamento, osservato ad intermittenza dalla fine della missione della Sonda Galileo. New Horizons possiede strumentazione con tecnologia più avanzata rispetto alla sonda Galileo, soprattutto nelle camere. L'incontro con Giove ha funzionato anche come anteprima di quello con Plutone. A causa della distanza inferiore dalla Terra, le telecomunicazioni hanno permesso di trasmettere molti più dati di quelli che sono stati trasmessi da Plutone. Le riprese di Giove sono iniziate il 4 settembre 2006.

#### Satelliti gioviani
I satelliti galileiani si trovavano in posizioni sfavorevoli, poiché il punto di destinazione della manovra di fionda gravitazionale si trovava a milioni di km da qualunque satellite maggiore, tuttavia gli strumenti della sonda sono stati progettati per studiare oggetti piccoli, quindi si sono rivelati utili scientificamente. Su Io LORRI ha ricercato vulcani e pennacchi, LEISA ha misurato le temperature notturne e gli hotspot mentre Alice ha studiato il toro di particelle magnetiche alimentato dal satellite, inoltre nell'infrarosso sono stati notati altri 36 vulcani su Io. Sono state studiate le composizioni chimiche di Europa e le varie atmosfere e aurore.
Il sorvolo ravvicinato del pianeta è stato anche sfruttato per eseguire osservazioni scientifiche, in particolare un rapido monitoraggio dell'atmosfera gioviana e dell'attività vulcanica su Io. La campagna osservativa è durata quattro mesi e ha quindi preceduto e seguito l'incontro. Inoltre sono state coinvolte nell'osservazione a distanza altre sonde in missione nello spazio profondo, tra cui la sonda europea Rosetta.

### Oltre Giove
Dopo aver superato Giove, New Horizons ha trascorso gran parte del suo viaggio verso Plutone in modalità ibernazione. I componenti ridondanti così come i sistemi di guida e controllo furono chiusi per estendere il loro ciclo di vita, diminuire i costi operativi e liberare la Deep Space Network per altre missioni.
La sonda veniva attivata per circa due mesi all'anno per consentire la taratura degli strumenti e il controllo dei sistemi. Il primo ciclo di modalità di ibernazione è iniziato il 28 giugno 2007, il secondo ciclo il 16 dicembre 2008, il terzo ciclo il 27 agosto 2009, e il quarto ciclo il 29 agosto 2014, dopo un test di 10 settimane.
La sonda ha attraversato l'orbita di Saturno l'8 giugno 2008, e quella di Urano il 18 marzo 2011.
Dopo che gli astronomi hanno annunciato la scoperta di due nuove lune nel sistema Plutone, Cerbero e Stige, i controllori della missione hanno iniziato a contemplare la possibilità che la sonda si imbattesse in detriti invisibili e polvere rimasti da antiche collisioni tra le lune. Uno studio basato su 18 mesi di simulazioni al computer, osservazioni di telescopi terrestri e occultazioni del sistema plutoniano ha rivelato che la possibilità di una collisione catastrofica con detriti o polvere era inferiore allo 0,3% sulla rotta programmata della sonda.

### Asteroidi troiani di Nettuno
La traiettoria di New Horizons è passata nelle vicinanze del punto di Lagrange di Nettuno "L5", dove sono stati recentemente scoperti diversi asteroidi troiani. Alla fine del 2013, la New Horizons è passata a 1,2 UA da 2011 HM102, che era stato identificato dal gruppo della New Horizons durante la ricerca di oggetti più distanti da intercettare dopo l'incontro con Plutone del 2015. In quel momento l'asteroide sarebbe stato abbastanza luminoso da essere rilevabile dallo strumento LORRI della sonda, tuttavia il team della New Horizons alla fine decise che non si sarebbero occupati di 2011 HM102 perché i preparativi per l'approccio di Plutone avevano la precedenza.
Il 25 agosto 2014, la New Horizons ha attraversato l'orbita di Nettuno, esattamente 25 anni dopo che il pianeta era stato visitato dalla sonda Voyager 2.

### Avvicinamento a Plutone
La fase di avvicinamento a Plutone ebbe inizio 6 mesi prima del punto di massimo avvicinamento al pianeta e durante questa fase furono effettuate delle osservazioni a lungo raggio; per 150 giorni hanno permesso di ottenere una risoluzione superiore a quelle ottenute dalla Terra dal telescopio Spaziale Hubble. A partire dall'11 maggio è stata effettuata una ricerca di oggetti come anelli o lune finora sconosciute che avrebbero potuto costituire un pericolo per la sonda spaziale, e che si sarebbero potuti eventualmente evitare cambiando rotta. Non sono stati trovati anelli o lune aggiuntive, per cui la NASA all'inizio di luglio decise di proseguire lungo la traiettoria ottimale prestabilita.
Il 4 luglio 2015, la sonda ha riscontrato un'anomalia del software ed è entrata in modalità provvisoria, impedendo alla sonda spaziale di eseguire osservazioni scientifiche finché gli ingegneri non fossero riusciti a risolvere il problema. Il 5 luglio, la NASA annunciò che il problema era stato determinato come un errore temporale nella sequenza di comando utilizzata per preparare la New Horizons al suo sorvolo, e che sonda avrebbe ripreso le operazioni scientifiche programmate il 7 luglio. Le osservazioni perse a causa dell'anomalia si ritiene che non abbiano alcun impatto sugli obiettivi principali della missione.

### Sorvolo di Plutone

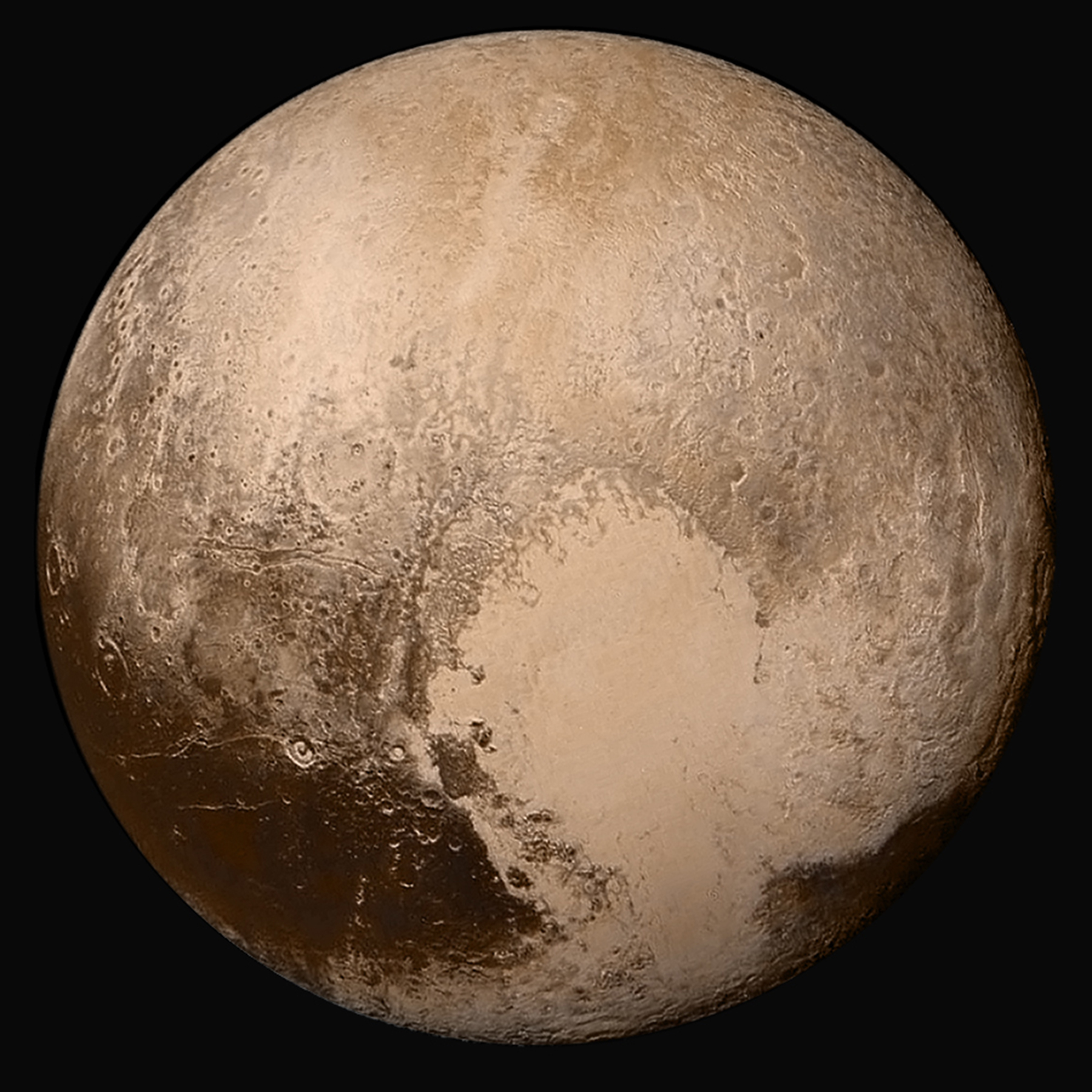
Ultima immagine scattata prima del silenzio radio, il 13 luglio 2015, quando New Horizons era a 768000 km di distanza da Plutone (risoluzione 3,5 km/pixel)

Il sorvolo di Plutone è avvenuto con successo alle 11:49 UTC del 14 luglio 2015 alla distanza minima di 12 472 km dalla superficie e alla velocità di 49000 km/h, per poi passare nelle vicinanze di Caronte alle 12:13 UTC, a una distanza minima di 26 926 km; la telemetria di conferma è arrivata sulla Terra alle 02:52 del 15 luglio 2015, dopo circa 22 ore di silenzio radio programmato iniziato alcune ore prima del passaggio ravvicinato, in quanto il puntamento degli strumenti verso il sistema di Plutone impediva il puntamento dell'antenna verso la Terra. L'ultima immagine inviata a Terra prima della chiusura dei contatti radio è stata scattata a una distanza di 768 000 km il 13 luglio 2015, e ha una risoluzione di circa 3,5 km/pixel, a fronte di una risoluzione massima di 0,076 km/pixel per le foto scattate al massimo avvicinamento.
Le telemetrie indicavano che tutti i sistemi della sonda erano in perfetto stato dopo il sorvolo; era stata calcolata una probabilità di 1:10.000 che durante il sorvolo a bassa quota New Horizons potesse impattare con dei detriti che, danneggiandola o distruggendola, avrebbero impedito di ricevere a Terra i dati e le foto del sorvolo.
Le osservazioni di Plutone, effettuate con LORRI e Ralph, sono iniziate 6 ore prima del punto di avvicinamento minimo ed erano mirate al rilevamento di eventuali anelli o ulteriori satelliti fino ad un diametro di 2 km, così da coordinare le manovre e la pianificazione delle osservazioni. Le riprese a lungo raggio includevano la mappatura di Plutone e Caronte alla risoluzione di 40 km per 3,2 giorni. Le osservazioni sono state ripetute per cercare cambiamenti dovuti alle nevi o al criovulcanismo. Da un'ora e mezza a due ore prima del sorvolo, Ralph effettuò una seconda mappatura della composizione della superficie alla risoluzione di 5–7 km/pixel. Altre mappe pancromatiche e a colori di Plutone e Caronte ad alta risoluzione e nell'infrarosso furono realizzate appena prima del sorvolo del pianeta.

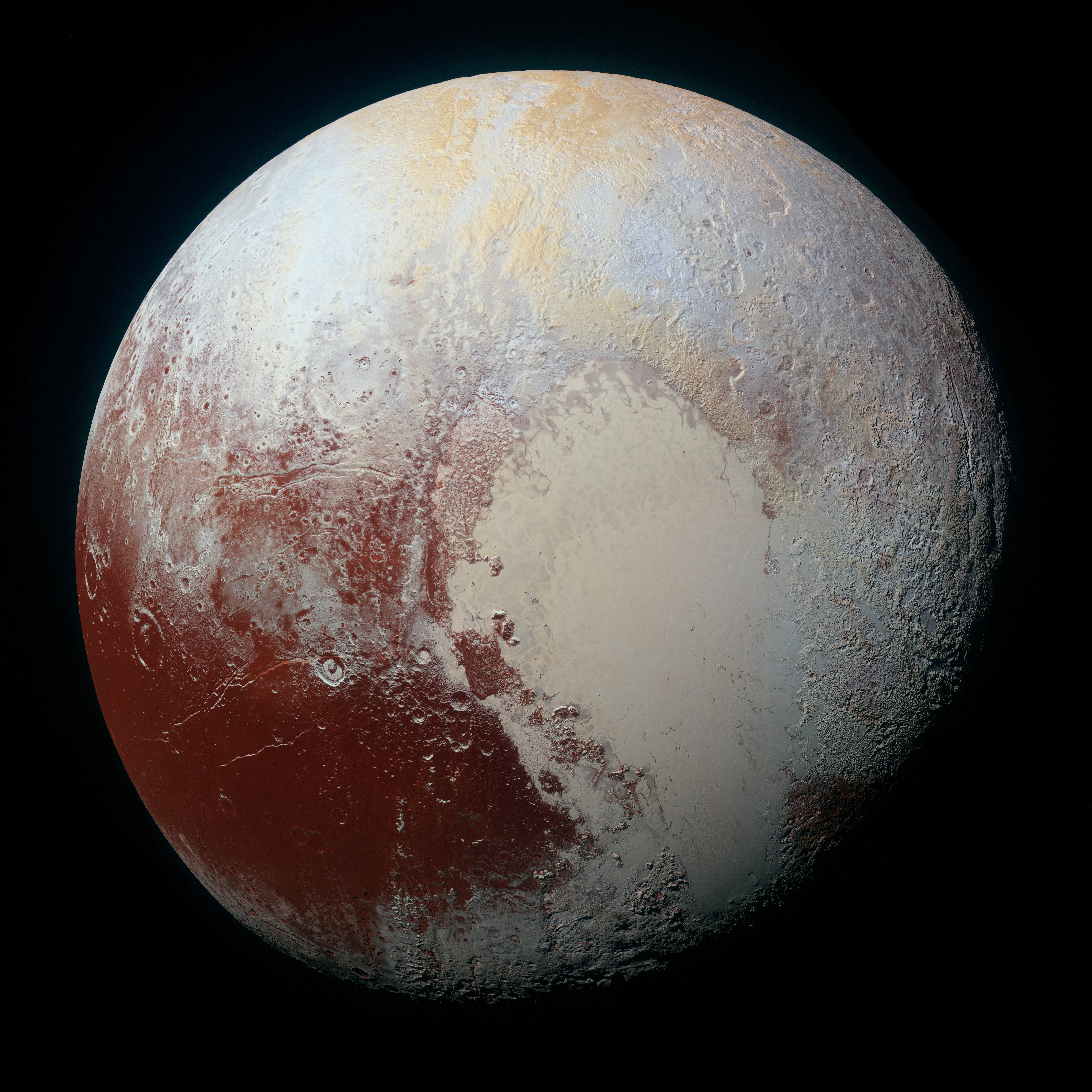
Immagine a colori di Plutone ripresa il 14 luglio 2015. La foto combina immagini blu, rosse e infrarosse della fotocamera Ralph/MVIC (Multi-spectral Visible Imaging Camera) ad una risoluzione di 1,3 km.

Durante il sorvolo ci si aspettava che LORRI fosse in grado di ottenere immagini selezionate con risoluzione di 60 m/px e il MVIC ha ottenuto mappe del lato illuminato a 4 colori con una risoluzione di 1,3 km. Entrambi gli strumenti hanno sovrapposto le aree riprese per formare immagini stereoscopiche. Nel frattempo lo strumento Alice ha analizzato l'atmosfera, sia per le emissioni di molecole atmosferiche sia grazie all'occultamento delle stelle sullo sfondo.
Durante e in seguito all'avvicinamento minimo, gli strumenti SWAP e PEPSSI hanno campionato l'alta atmosfera e i suoi effetti sul vento solare mentre VBSDC ha cercato polveri, ha ricavato il tasso di collisione con meteoriti ed escluso la presenza di anelli.
REX si è occupato delle analisi radio attive e passive: le stazioni a Terra hanno trasmesso un potente segnale radio mentre la sonda passava dietro al disco di Plutone. I sistemi di telecomunicazione della sonda hanno rilevato la perdita e la successiva riacquisizione del segnale quando essa è riemersa dall'altro lato del pianeta. Tramite la misurazione di questi tempi si è ricavata una misurazione più precisa del diametro del pianeta, della densità atmosferica e la sua composizione. Questo esperimento è stato il primo ad utilizzare un segnale proveniente dalla Terra, mentre sino a quel momento il segnale partiva dalla sonda verso la Terra, procedura impossibile in questo caso a causa della distanza. Inoltre è stata misurata la massa del pianeta e la sua distribuzione per mezzo dell'effetto Doppler del segnale radio provocato dalle modifiche all'accelerazione della sonda generate dal campo gravitazionale del pianeta.
Il lato notturno è stato visibile tramite la luce solare riflessa da Caronte.

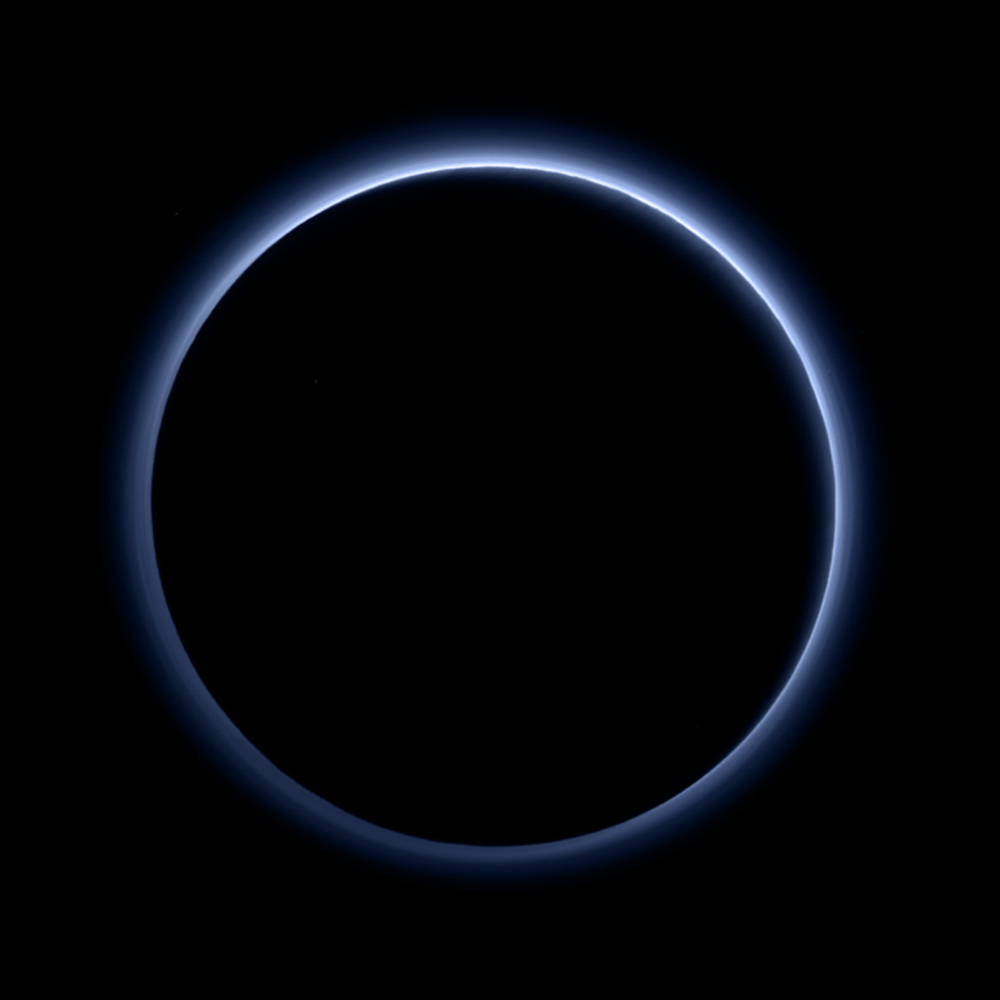
Vista di Plutone mentre la New Horizons lascia il sistema solare, con i raggi del Sole che illuminano l'atmosfera, creando un anello.

#### Satelliti
Le stime delle dimensioni dei satelliti minori di Plutone sono state le seguenti: Notte di 49,8 × 33,2 × 31,1 km; Idra di 50,9 × 36,1 × 30,9 km; Cerbero di 19 × 10 × 9 km e Stige di 16 × 9 × 8 km.
Le previsioni iniziali prevedevano che Cerbero fosse un oggetto relativamente grande e massiccio la cui superficie scura comportava una debole albedo. Ciò si è rivelato sbagliato poiché le immagini ottenute da New Horizons il 14 luglio e inviate sulla Terra nell'ottobre 2015 hanno rivelato che Cerbero era di dimensioni più piccole di quanto previsto, con un diametro di 19 km e una superficie altamente riflettente che suggeriva la presenza di ghiaccio d'acqua relativamente pulito, simile al resto delle lune più piccole di Plutone.

### Dopo il sorvolo
Il 15 luglio sono ripresi i contatti con la sonda, dopo un silenzio radio durato 22 ore; la telemetria ha rivelato che il sorvolo è riuscito. Inizialmente sono state trasmesse delle immagini compresse, ossia di qualità bassa, per la pubblicazione. La trasmissione delle immagini non compresse ha richiesto diversi mesi, in base al traffico dati presente sul Deep Space Network. Il compito immediato del veicolo spaziale era iniziare a restituire i 6,25 gigabyte di informazioni raccolte L'attenuazione di spazio libero (FSPL) alla distanza di 4,5 ore luce è di circa 303 dB a 7 GHz. Usando l'antenna direzionale e trasmettendo a piena potenza, la potenza irradiata efficace (EIRP) è +83 dBm, e a questa distanza il segnale che raggiunge la Terra è −220 dBm. Il livello del segnale ricevuto (RSL) che utilizza un'antenna Deep Space Network non array con 72 dBi di guadagno è di -148 dBm. A causa della RSL estremamente bassa, poteva solo trasmettere dati da 1 a 2 kilobit al secondo.
Entro il 30 marzo 2016, la New Horizons aveva scaricato la metà dei dati. Il trasferimento fu completato il 25 ottobre 2016 alle 21:48 UTC, quando l'ultimo cluster di dati fu ricevuto dal Laboratorio di fisica applicata della Johns Hopkins University.

## Estensione della missione

### Oggetti della fascia di Kuiper (KBO)
Dopo il passaggio nel sistema di Plutone la New Horizons ha continuato a dirigersi verso la fascia di Kuiper con lo scopo di incontrare uno o più oggetti dal diametro di 50/100 km su cui svolgerà misure simili a quelle svolte su Plutone. Con limitate possibilità di manovra, la sonda il 1º gennaio 2019 ha raggiunto il primo di questi oggetti intersecando l'orbita dell'asteroide 486958 Arrokoth, che si è rivelato essere un asteroide binario.
La missione è ideata per effettuare il sorvolo di uno o più oggetti della fascia di Kuiper dopo aver passato Plutone. Gli oggetti dovranno essere trovati all'interno di una regione conica che si estende da Plutone e si trova all'interno di 55 UA con una ampiezza inferiore ad un grado perché la traiettoria della sonda è condizionata dal sorvolo di Plutone e dallo scarso propellente restante. A distanze maggiori la connessione dati diventerà troppo debole e la potenza dei generatori di energia sarà decaduta troppo per effettuare misure e analisi. La popolazione di questi oggetti è piuttosto grande, quindi si pensa di trovare diversi oggetti nonostante le limitazioni. Essi saranno dapprima individuati dai grandi telescopi a Terra prima del sorvolo di Plutone in modo da determinare le correzioni di traiettoria necessarie. Le osservazioni degli oggetti della fascia di Kuiper saranno simili a quelle condotte su Plutone, ma con minore disponibilità di potenza, luce e banda.
Il 15 ottobre 2014 furono annunciati tre potenziali oggetti analizzabili dalla sonda, inizialmente denominati PT1, PT2 e PT3. Sono tutti e tre oggetti ghiacciati molto diversi da Plutone, il cui diametro stimato varia da 30 a 55 km e la distanza dal Sole da 43 a 44 UA. Le possibilità iniziali di raggiungerli senza dover ricorrere al carburante per correggere la rotta sono rispettivamente 100%, 7% e 97%. Il sorvolo di PT1 sarebbe preferibile per la posizione, mentre PT3 per la sua grandezza e luminosità, maggiori di quelle di PT1. Nel marzo del 2015 furono pubblicati degli aggiornamenti riguardo ai parametri orbitali di questi oggetti e sono state assegnate le denominazioni provvisorie: (486958) 2014 MU69 (denominazione ufficiale: 486958 Arrokoth), 2014 OS393, 2014 PN70 rispettivamente.

### Sorvolo di 486958 Arrokoth (Ultima Thule)

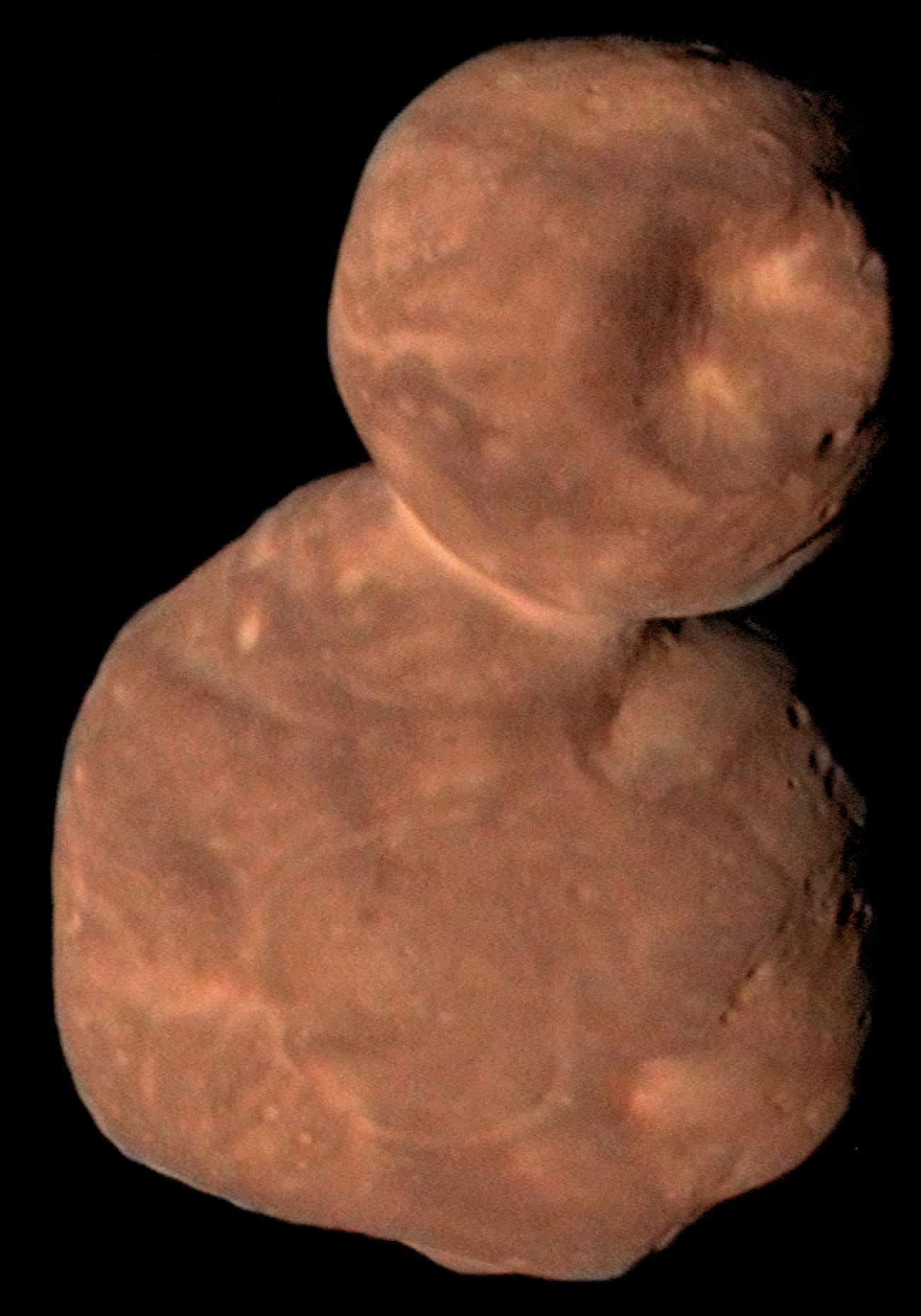
Immagine composita di Arrokoth, risultato della combinazione di un'immagine pancromatica ad alta risoluzione di LORRI con una a colori della camera MiVC del telescopio Ralph.

Nell'agosto del 2015 486958 Arrokoth è stato selezionato come obiettivo della missione, la cui estensione è stata soggetta ad approvazione definitiva da parte della NASA nel corso del 2016. Quattro manovre, effettuate nell'ottobre e novembre 2015, sono state necessarie per mettere la sonda in traiettoria verso 486958 Arrokoth. Sono le manovre più lontane dalla Terra effettuate su un dispositivo costruito dall'uomo. 
La sonda che era in modalità ibernazione è stata riattivata il 5 giugno 2018 per prepararsi alla fase di avvicinamento. New Horizons ha effettuato il primo rilevamento di Arrokoth il 16 agosto 2018, da una distanza di 172 milioni di km. A una distanza di 43 UA (6,43 miliardi di km) dal Sole e a 0,4 UA da Arrokoth a novembre 2018, la New Horizons si stava dirigendo nella direzione del costellazione del Sagittario a 14,10 km/s rispetto al Sole. La luminosità del Sole dall'astronave è di magnitudine −18,5. 
Il sorvolo di Arrokoth è avvenuto il 1º gennaio 2019, alle 06:33 (ora italiana); la sonda ha sorvolato Ultima Thule a una velocità di 51500 km/h a una distanza minima di 3500 km. La trasmissione dei dati è avvenuta in modo simile a quanto fatto per il sistema di Plutone iniziando già un mese prima del sorvolo e mettendo in opera l'insieme degli strumenti di bordo. La durata della ritrasmissione dei dati raccolti sarebbe dovuta durare venti mesi, alla velocità di circa 1 kbit/s; al giugno del 2022, il 10% dei dati raccolti non è stato ancora ricevuto.

#### Obiettivi
Tra gli obiettivi scientifici del sorvolo c'erano la caratterizzazione della morfologia e della geologia di Arrokoth, e la mappatura della composizione della superficie (con la ricerca di ammoniaca, monossido di carbonio, metano, e ghiaccio). Le ricerche sono state svolte per i corpi orbitanti, una chioma di cometa, anelli, e l'ambiente circostante.

### Oltre la fascia di Kuiper

Animazione che mostra la parallasse osservata dalla New Horizons e da Terra.

Dopo il sorvolo di 486958 Arrokoth la New Horizons ha eseguito alcune osservazioni scientifiche, come ad esempio la misura della parallasse di stelle vicine come Proxima Centauri e Wolf 359 assieme a telescopi terrestri, come prima dimostrazione di una facile misura di una parallasse stellare.
La telecamera LORRI della sonda ha scattato immagini quando si trovava a 42-45 UA dal Sole che sono state utilizzate per misurare la radiazione cosmica ottica, l'analoga in luce visibile della radiazione cosmica di fondo. Il risultato è stato che a quella distanza il cielo è risultato 10 volte più scuro di quello visto dal telescopio spaziale Hubble in orbita terrestre, a causa dell'assenza di una luminosità diffusa dello sfondo del cielo dovuta alla luce zodiacale nel sistema solare interno. Queste misurazioni indicano che la quantità totale di luce emessa da tutte le galassie alle lunghezze d'onda ultraviolette e visibili potrebbe essere inferiore a quanto si pensasse in precedenza.

#### Ricerca di nuovi obiettivi
Dopo l'incontro con 486958 Arrokoth è stato confermato che la sonda avrà sufficiente potenza perché gli strumenti siano operativi fino al 2030 e a settembre 2023 la durata della missione è stata ulteriormente estesa almeno sino al raggiungimento della fascia di Kuiper, proponendo il fly-by di un altro corpo celeste.  Negli anni 2020 si cercheranno altri oggetti nel bordo esterno della fascia di Kuiper abbastanza vicino alla traiettoria della sonda. Infine la New Horizons scatterà una foto della Terra dalla fascia di Kuiper, ma dopo aver completato tutti i fly-by previsti, questo perché puntata verso la Terra, la fotocamera rischia di danneggiarsi a causa della luce solare.

## Traiettoria e velocità

Diagramma che mostra la velocità e la distanza dal Sole della New Horizons nel tempo.

Terminata la sua missione, New Horizons seguirà le sorti delle sonde Voyager 1 e 2, esplorando l'eliosfera esterna, l'elioguaina e l'eliopausa, che potrebbe raggiungere nel 2047. La New Horizons non supererà mai le sonde Voyager, anche se è partita più velocemente dalla Terra a una velocità di 16,2 km/s. Le Voyager, per via dell'assistenza gravitazionale data dai sorvoli ravvicinati di Giove e Saturno, aumentarono notevolmente la loro velocità relativa rispetto al Sole. La sonda spaziale più veloce al 2023 è la Voyager 1, che viaggia su una traiettoria iperbolica alla velocità relativa rispetto al Sole di quasi 17 km/s, mentre la New Horizons, sempre nel 2023, viaggia a 13,7 km/s. Anche il terzo stadio Star 48B, che raggiunse Giove prima della New Horizons, è in orbita iperbolica per lasciare il sistema solare, tuttavia non ricevendo la corretta assistenza gravitazionale passò a oltre 200 milioni di chilometri da Plutone e si pensa che attraversò la sua orbita 3 mesi dopo della New Horizons. Il secondo stadio Centaur del lanciatore Atlas V 551 invece, rimase in orbita eliocentrica tra la Terra e la fascia degli asteroidi, con un periodo di 2,83 anni.

## Galleria d'immagini

### Sistema di Giove

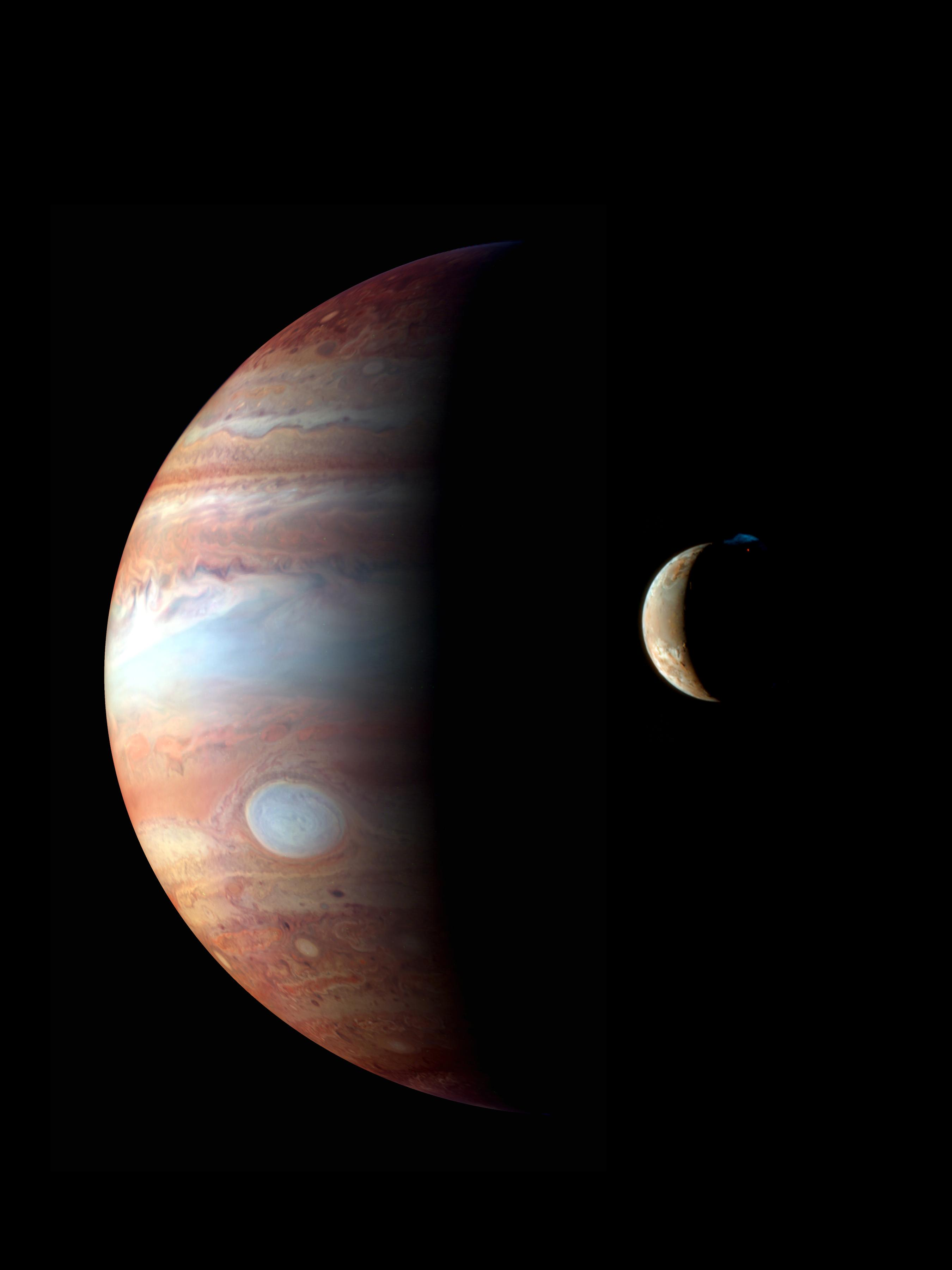
Giove e Io
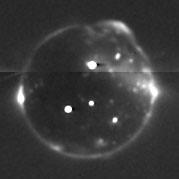
Io, si notano le aurore e i pennacchi vulcanici
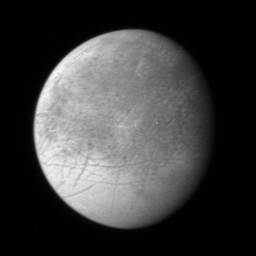
Europa
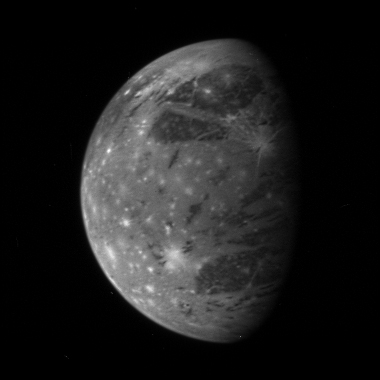
Ganimede
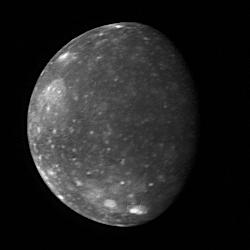
Callisto

### Plutone

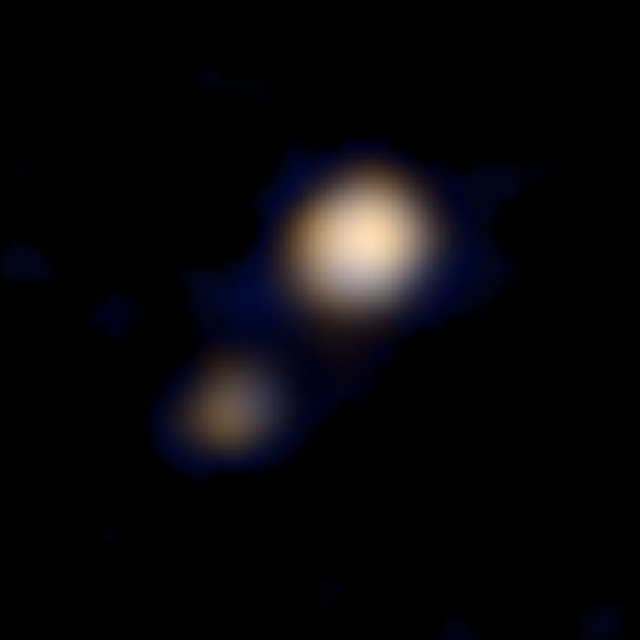
La prima immagine a colori di Plutone e di Caronte
Animazione di Plutone dall'8 maggio al 3 giugno 2015
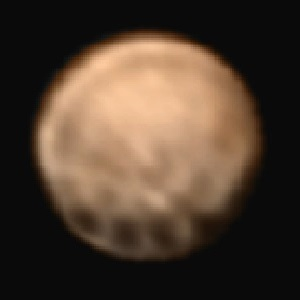
Immagine a colori scattata dal LORRI il 27 giugno 2015
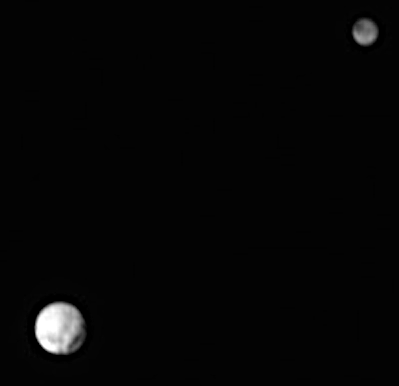
Plutone e Caronte, 29 giugno 2015
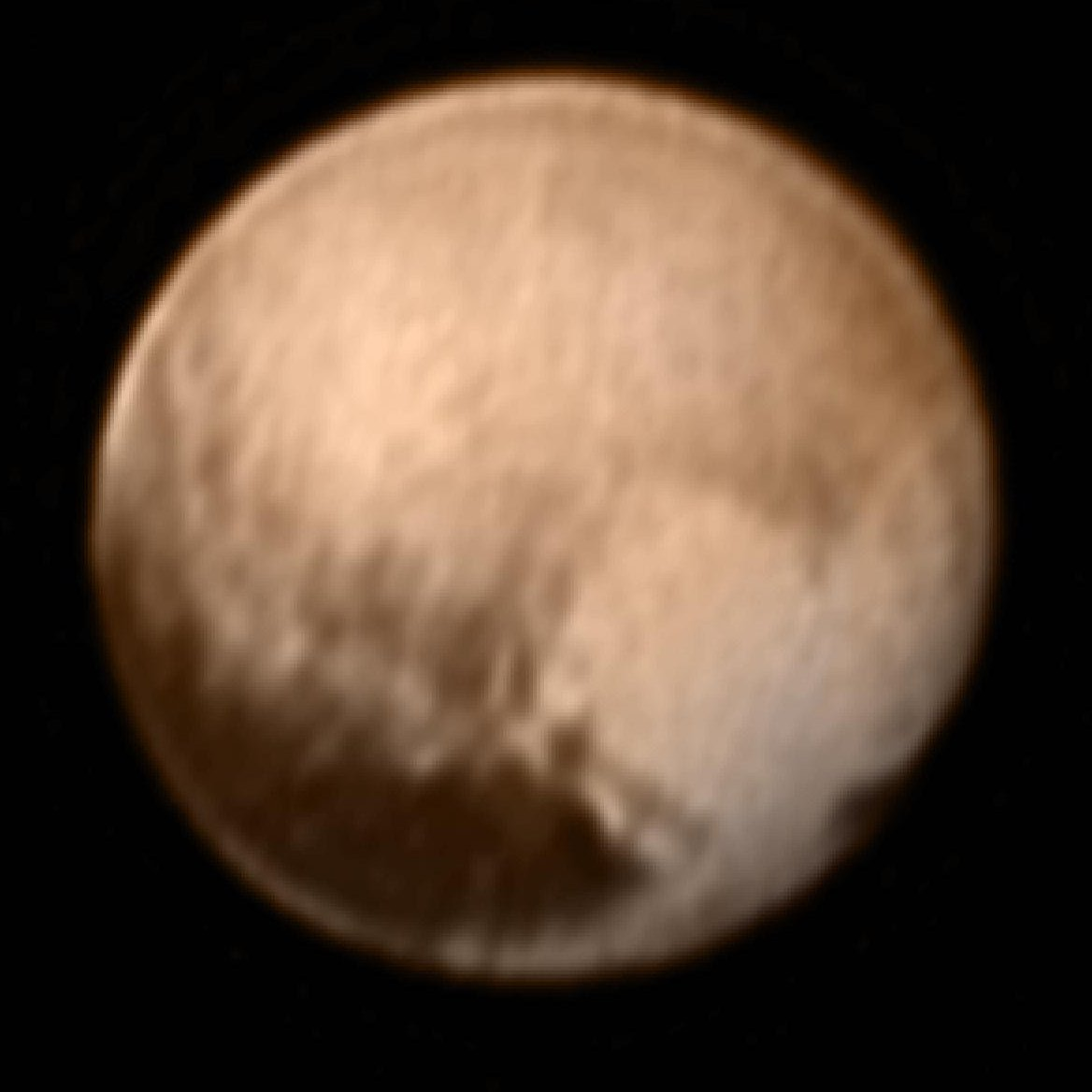
Plutone a colori, 7 luglio 2015

### Satelliti plutoniani

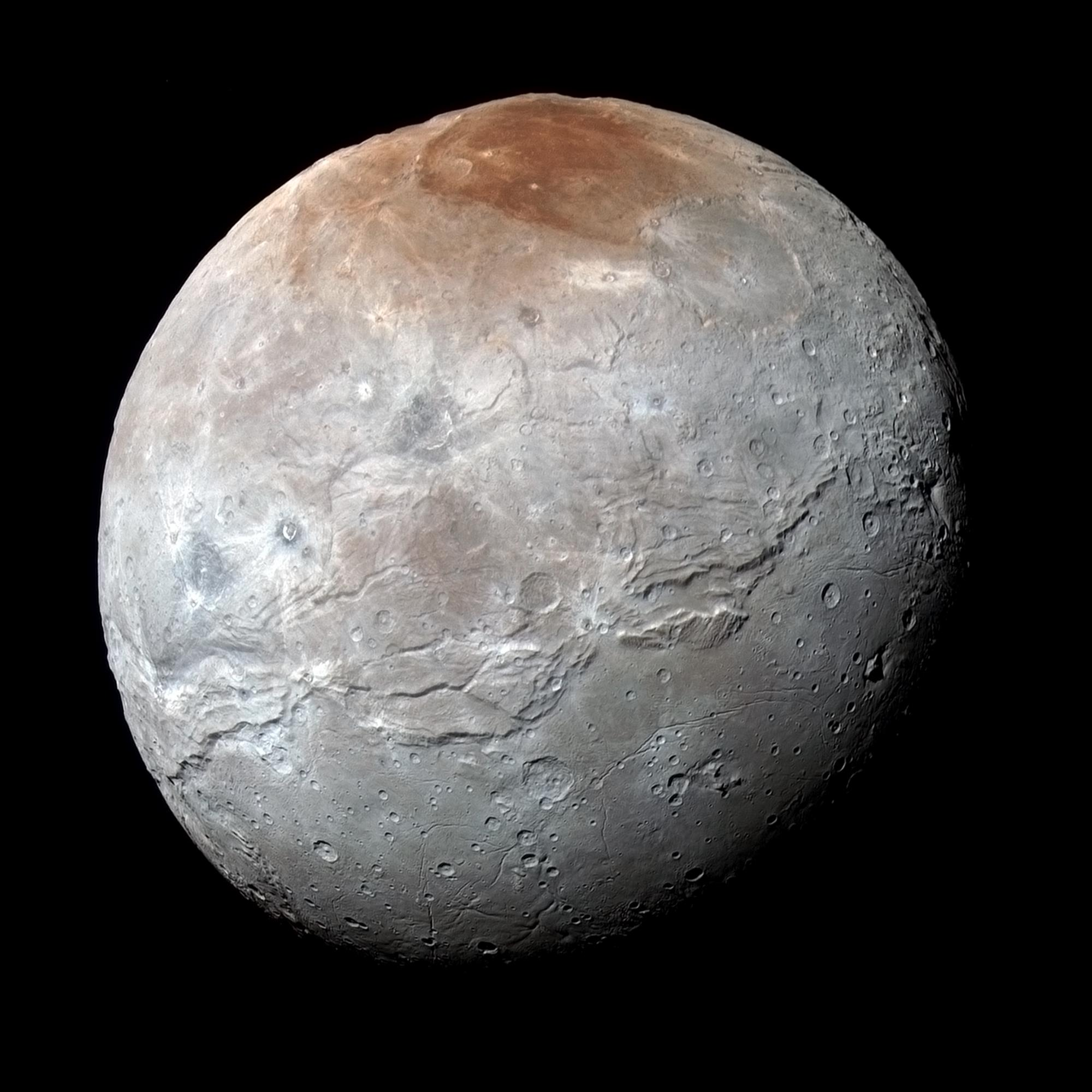
Caronte a colori
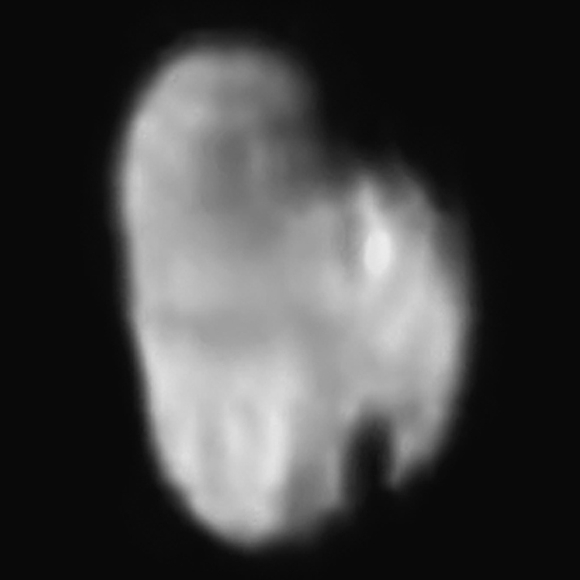
Idra
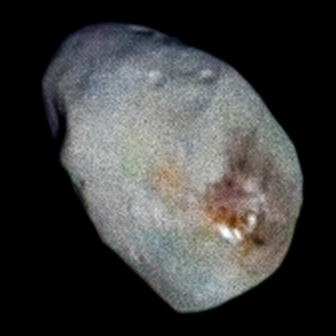
Notte
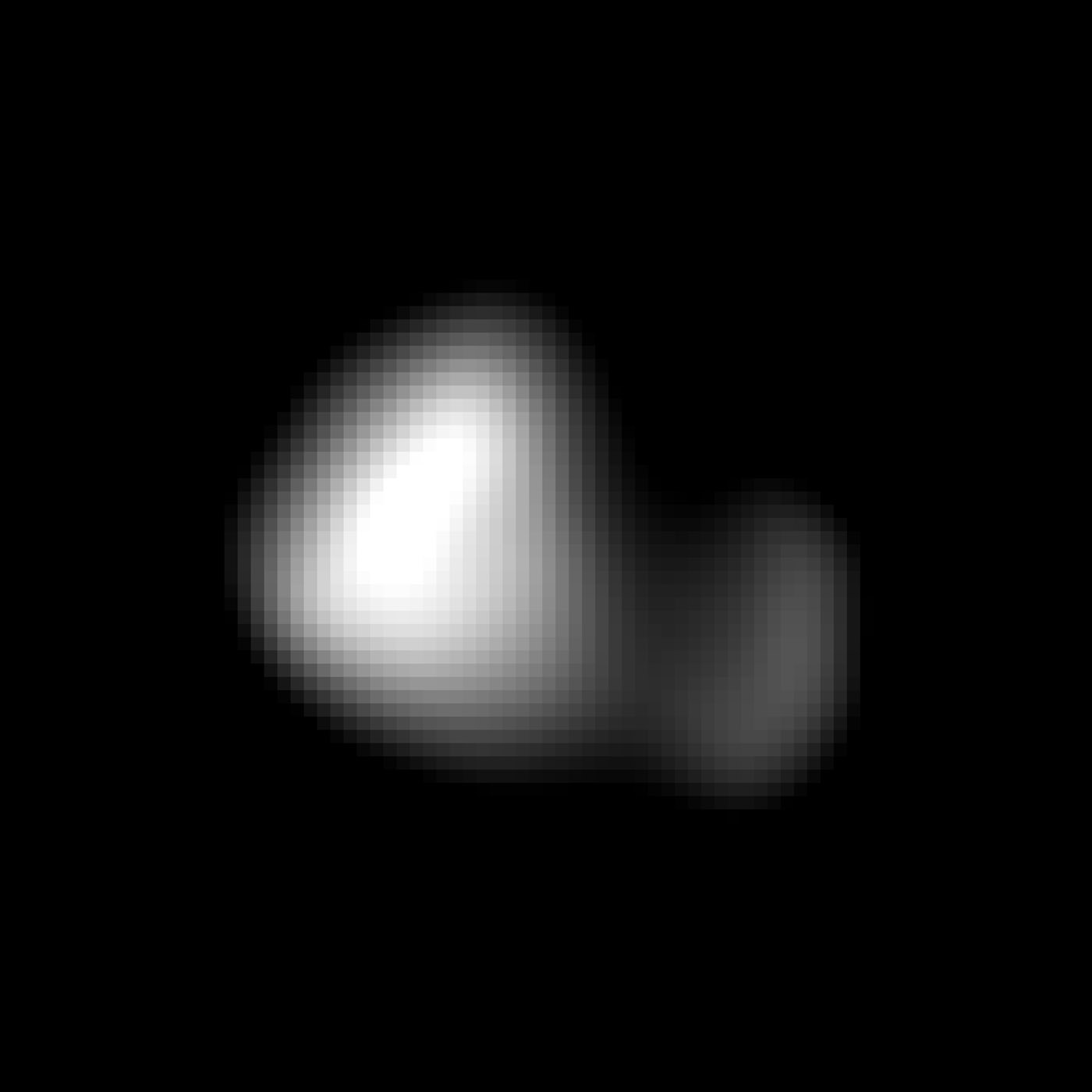
Cerbero
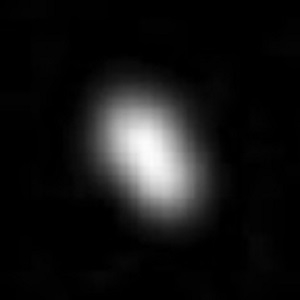
Stige